# L'uomo con la lanterna
L'uomo con la lanterna è un film documentario del 2018 diretto da Francesca Lixi.
Il film è stato presentato in concorso al 29° Trieste Film Festival aggiudicandosi il Premio dedicato a Corso Salani.

## Trama
Il film cerca di ricostruire, attraverso materiali d'archivio, la storia di Mario Garau, un bancario sardo che negli anni '20 e '30 è distaccato in Cina dal Credito Italiano, per lavorare come funzionario della Italian Bank of China, negli uffici di Tientsin e di Shanghai, nel contesto Concessioni Internazionali e dei Trattati ineguali.

## Riconoscimenti
- 2018 Trieste Film Festival: Premio Corso Salani
- 2019 Italia in Doc Bruxelles: Premio della giuria.[2]